# اندیس چشمه شورک
چشمه شورک یک اندیس فلزی است که در حوالی شهر مهرود استان خراسان قرار دارد و مادهٔ معدنی موجود در آن، مس است.  در این اندیس، پاراژنز‌های آزوریت یافت می‌شوند.